# Enguerrand Ier de Ponthieu
 (mars 2010).
Enguerrand Ier de Ponthieu († v. 1045), fut avoué de Saint-Riquier puis comte de Ponthieu.
Il est le fils d'Hugues Ier d'Abbeville, avoué de Saint-Riquier et de Forest-Moutier, châtelain d'Abbeville et seigneur de Ponthieu et de Gisèle, fille d'Hugues Capet.

## Biographie
Il devait encore être enfant quand il succéda à son père car il n'est mentionné pour la première fois qu'en 1026. Son tuteur devait être son oncle Enguerrand, abbé de Saint-Riquier. À sa majorité, il se révéla être un habile chef de guerre. En 1033, allié au comte Baudouin IV de Flandre, il combat le comte Baudouin II de Boulogne et le tue lors d'un affrontement. Il se marie avec la veuve du comte, Adélaïde de Frise, fille d'Arnoul, comte de Frise, et de Luitgarde de Luxembourg, et, pour ne pas être d'un statut inférieur à son épouse, prend le titre de comte.
En 1031 ou 1032, Enguerrand, devant faire face aux ambitions de Gilbert de Brionne, comte d'Eu qui a envahi le Vimeu, subit une cuisante défaite. Mais bien que Gilbert de Brionne soit un parent proche du duc de Normandie, Enguerrand se rapprochera du duc par la suite.

## Mariages et descendance
Enguerrand épouse en premières noces une femme inconnue, probablement issue de la maison de Vexin. En effet, l'un de ses fils reçoit le prénom de Foulque, ce qui donne une indication de l'origine de sa mère. Ce prénom est caractéristique des Ingelgeriens, comtes d'Anjou. Vers 950, Adèle, fille probable du comte Foulque II d'Anjou épouse Gautier Ier, comte de Vexin, de Valois et d'Amiens. Le prénom de Foulque apparaît alors dans la maison de Vexin. La première épouse d'Enguerrand pourrait être issue de la maison de Vexin, et être une petite-fille de Gautier Ier. Les deux prédécesseurs de Guy sur le siège épiscopal d'Amiens sont tous deux des Foulque issus de la maison de Vexin.
Son fils Hugues II se marie vers 1030, ce qui implique qu'il doit être né avant 1016. De ce fait, il ne peut pas être fils d'Adélaïde de Frise et doit être né de ce premier mariage. Son fils Guy devient évêque d'Amiens, et Amiens étant un comté tenu par la maison de Vexin, il est logique de considérer que ses comtes aient voulu faciliter l'arrivée de l'un des leurs sur le siège épiscopal. Pour l'historien britannique Frank Barlow, Guy est le second fils d'Enguerrand issu de ce premier mariage, et Foulque le troisième. Donc :
- Hugues II († 1052), comte de Ponthieu ;
- Gui de Ponthieu († 1074 ou 1075), évêque d'Amiens de 1058 à sa mort, auteur possible du Carmen de Hastingae Proelio ;
- Foulque († après 1059), abbé de Saint-Riquier (1042), puis de Forest-l'Abbaye (1045) ;
- Robert.

En secondes noces, il épouse, plutôt vers 1033 que vers 1025, Adélaïde de Frise, veuve du comte Baudouin II de Boulogne.

### Sources
- Pierre Bauduin, La Première Normandie (Xe – XIe siècles), Caen, Presses Universitaires de Caen, 2004, 474 p. [détail des éditions] (ISBN 2-84133-145-8).
- Foundation for Medieval Genealogy : Comtes de Ponthieu.
- Sur l'origine des comtes de Ponthieu et la diffusion du prénom Enguerrand.